# Salamioú
Salamioú är en ort i Cypern.   Den ligger i distriktet Eparchía Páfou, i den sydvästra delen av landet, 70 km sydväst om huvudstaden Nicosia. Salamioú ligger 620 meter över havet och antalet invånare är 264. Den ligger på ön Cypern.
Terrängen runt Salamioú är kuperad. Trakten runt Salamioú är ganska glesbefolkad, med 21 invånare per kvadratkilometer. Närmaste större samhälle är Pachna, 11,8 km sydost om Salamioú. Trakten runt Salamioú är i huvudsak ett öppet busklandskap.